# 徐洪生
徐洪生（？—），男，山西洪洞人，中华人民共和国政治人物，军事人物，中國人民解放軍少將军衔。
曾仼北京衞戍區副司令員，山西省军區參謀長，並担任過卫国战争胜利70周年阅兵中国方阵总领队。